# Стоян Цицов
Стоян Цицов (на гръцки: Στέφος Τσίτσου, Стефос Цицу), наричан още капетан Цицос (καπετάν Τσίτσος) е гъркомански андартски капитан и ренегат от Вътрешната македоно-одринска революционна организация.

## Биография
Стоян Цицов е роден в мариовското село Бешище, тогава в Османската империя. Присъединява се към ВМОРО и до 1906 година е войвода на чета в Мариово. В 1907 година с помощник-войводата си Трайко Браянов от Живово и цялата си чета минава на гръцка страна. Под техен контрол остават селата Върбско, Живово, Витолище, Полчища, Бешище и Манастир, като противопоставилите им се местни ръководители на ВМОРО са избити. През 1907 година Стоян Цицов и Браян искат среща с четата на Иван Смичков, но сами не се отзовават на нея. Марко Христов от Витолище и Трайко Зойката убиват четниците на Цицов Васил и Мерко, а Стале Чашулков от Пълчище освобождават. В Пълчище и Бешища Мариовската чета на ВМОРО убива брата на Браянов и Петър Севдикьов, в отговор андартите нападат селяните от Витолища, но четата им приготвя засада, в която убива още няколко андарти.
В района на Стоян Цицов идва на помощ Константинос Гутас (капитан Гуда) с четата си, но е елиминиран от мариовската чета между Живово и Връбско. В сражението участват и четници на Стоян Цицов. По-късно андартска чета е разбита от Васил Балевски в Полчища.
На 8 февруари 1908 година четите на Стефос Григориу, Стоян Цицов, Трайко Браянов, Андонис Зоис и Петър Сугарев са обградени от силни османски военни части. На помощ им идват четите на Павлос Нерандзис (Пердикас), Емануил Кацигарис, Евангелос Николудис и Панайотис Героянис, както и милиция от Градешница. В сражението загиват 6 четници и много турци.
Към 1912 година Стоян Цицов и подвойводата Браян ръководят две андартски чети в Мариово.